# Alfie Curtis
Alfie Curtis (ur. 28 lipca 1930 w Londynie, zm. 30 listopada 2017 w Billericay) – brytyjski aktor filmowy i telewizyjny. W filmie Gwiezdne wojny: Nowa nadzieja (1977) zagrał postać doktora Corneliusa Evazana, chorego psychicznie, zdeformowanego lekarza w Kantynie w Mos Eisley, z którym Luke Skywalker zostaje skonfrontowany („Mam wyrok śmierci na dwanaście systemów”), skłaniając Obi-Wana Kenobiego do interweniowania i pierwszego użycia miecza świetlnego w walce. Zmarł w 2017 roku w wieku 87 lat.
Miał 178 cm wzrostu.

## Wybrana filmografia
- 1977: Gwiezdne wojny: część IV – Nowa nadzieja jako dr Cornelius Evazan (niewymieniony w czołówce)
- 1980: The Wildcats of St Trinian's jako taksówkarz
- 1980: Człowiek słoń jako mleczarz
- 1981: Take It or Leave It jako Vicar
- 1986: Światła kabaretów (Lost Empires, serial TV) jako Ted